# Sunshine and Tempest
Sunshine and Tempest è un cortometraggio muto del 1915 diretto da William F. Haddock. Aveva come protagoniste le sorelle Florence Tempest e Marion Sunshine, stelle del vaudeville che avevano incontrato il successo formando un duo proprio con il nome di Sunshine and Tempest.
Prodotto dalla Rialto Star Features (una costola dalla Gaumont negli Stati Uniti), fu distribuito dalla Mutual Film.

## Trama
Nancy e Juanita, ragazze di montagna del Tennessee, sono innamorate di Fletch Bird, un giovane montanaro che finisce per sposare Nancy. Dal matrimonio nascono due gemelle, ma Juanita, gelosa, getta una maledizione sulla madre e sulle bambine. La maledizione sembra avverarsi quando, qualche tempo dopo, Fletch abbandona la moglie e, portando con sé la piccola Phoebe, fugge con Juanita. In città, dopo avere abbandonato anche Juanita, si perde in una vita di stravizi e di dissipazione che lo porta alla morte, ucciso in una rissa da bar. Phoebe viene adottata dal maggiore Slater.

Nel frattempo, Nancy è costretta, per poter sopravvivere e dar da mangiare alla piccola Carol, alle attività illegali legate alla produzione dei liquori di contrabbando. La giovane Carol comincia ad avere visioni di un'altra ragazza molto simile a lei che vive in città e Phoebe, da parte sua, quelle di una giovane che vive in campagna.

Sul letto di morte, Juanita si fa promettere dal figlio Spivey di mantenere vivo l'odio che lei prova ancora per Nancy. Lui, allora, denuncia la distilleria clandestina al maggiore Slater. Dave Talbert, il ragazzo di Carol che gestiva la distilleria con lei, viene arrestato, ma Phoebe intercede per lui che viene condannato a una pena mite.

Phoebe, condotta dalle sue visioni, ritrova tra le montagna la madre e la sorella. La ragazza si innamora di Spivey e il suo sentimento annulla la maledizione di Juanita. Le due gemelle, unite ai loro innamorati, celebrano insieme il loro doppio matrimonio.

## Produzione
Il film fu prodotto dalla Rialto Star Features (Gaumont Company).

## Distribuzione
Distribuito dalla Mutual, il film - un cortometraggio in tre bobine - uscì nelle sale cinematografiche degli Stati Uniti il 6 ottobre 1915.